# Brückenamt
Ein Brückenamt war bis ins 19. Jahrhundert hinein eine Verwaltung einer Brücke und der für diese eingehenden Gelder. Erst im 20. Jahrhundert, nach mehreren Jahrzehnten Unterbrechung, wurde diese als Amtsbezeichnung oder Teil einer Amtsbezeichnung für Ämter einer Stadtverwaltung verwendet.
Historisch sind Brückenämter vor allem im Mittelalter und der Frühen Neuzeit nachweisbar. Sie wurden gebildet, da eine Flussquerung nicht ohne weiteres dem Recht einer Stadt oder eines Landesherren zuordenbar war.
Die bis dahin noch bestehenden Brückenämter (z. B. in Dresden oder in Erfurt) wurden Anfang des 19. Jahrhunderts aufgelöst und den jeweiligen Stadtverwaltungen zugeordnet.
Heute bestehende Bezeichnungen dieser Art sind im 20. Jahrhundert entstanden, z. B. in Salzburg oder Hamburg, und haben keine Tradition, die an die Funktionen des Mittelalters anknüpft. Die technische Einteilung von Brücken ist damit nicht verbunden.
Am ehesten vergleichbar mit dieser mittelalterlichen Funktion des Brückenamtes sind gegenwärtig mautpflichtige Brücken und der für ihre Finanzabrechnung zuständige Stellen, wenngleich sie die damals üblichen umfassenden Rechte weder besitzen noch besitzen dürfen.